# Лідія (Південна Кароліна)
Лідія (англ. Lydia) — переписна місцевість (CDP) в США, в окрузі Дарлінгтон штату Південна Кароліна. Населення — 572 особи (2020).

## Географія
Лідія розташована за координатами 34°17′11″ пн. ш. 80°7′7″ зх. д. / 34.28639° пн. ш. 80.11861° зх. д. (34.286519, -80.118514).  За даними Бюро перепису населення США в 2010 році переписна місцевість мала площу 6,85 км², уся площа — суходіл.

## Демографія
Згідно з переписом 2010 року, у переписній місцевості мешкали 642 особи в 251 домогосподарстві у складі 184 родин. Густота населення становила 94 особи/км².  Було 302 помешкання (44/км²).
Расовий склад населення:
| - 65,7 % — чорних або афроамериканців - 32,4 % — білих |

До двох чи більше рас належало 0,9 %. Частка іспаномовних становила 2,0 % від усіх жителів.
За віковим діапазоном населення розподілялося таким чином: 26,6 % — особи молодші 18 років, 62,7 % — особи у віці 18—64 років, 10,7 % — особи у віці 65 років та старші. Медіана віку мешканця становила 39,1 року. На 100 осіб жіночої статі у переписній місцевості припадало 91,1 чоловіків;  на 100 жінок у віці від 18 років та старших — 87,6 чоловіків також старших 18 років.
Середній дохід на одне домашнє господарство  становив 42 968 доларів США (медіана — 35 560), а середній дохід на одну сім'ю — 52 656 доларів (медіана — 43 452). За межею бідності перебувало 17,3 % осіб, у тому числі 41,3 % дітей у віці до 18 років та 0,0 % осіб у віці 65 років та старших.
Цивільне працевлаштоване населення становило 153 особи. Основні галузі зайнятості: виробництво — 32,7 %, транспорт — 29,4 %, роздрібна торгівля — 20,3 %.